# Yangji-dong
Yangji-dong (koreanska: 양지동) är en stadsdel i staden Seongnam i provinsen Gyeonggi strax söder om huvudstaden Seoul. Den ligger i stadsdistriktet Sujeong-gu